# Ела Пероци
Ела Пероци (Рогашка Слатина, 11. фебруар 1922 – 18. новембар 2001) била је позната словеначка књижевница. Школовала се и завршила факултет педагогије, а касније је радила као учитељица. Написала је многе приче за децу и постала позната дечја књижевница те примила многе награде.

## Биографија
Ела Пероци је рођена 11. фебруара 1922. године у Рогашкој Слатини, близу места Свети Криж. Од малена је желела постати учитељица али је школовање морала прекинути због Другог светског рата. Након завршетка рата наставила је са школовањем и завршила Филозофски факултет у Љубљани, смер педагогију.
Недуго након завршетка факултета почела је радити као учитељица и у Дому за децу ометену у развоју у Камнику. Током овог посла уочила је многе проблеме у животу деце и тако објавила чланак који је одјекнуо у јавности.
Након написаног чланка, Ела Пероци је почела сарађивати са уредницима у часописима "Цицибан" и "Пионир".
Радила је једно време и као новинарка, али и као сарадник на Радио-телевизији у Љубљани, већином у редакцији о школама. Од 1955. године до 1962. године радила као чланица уредништва "Младог свијета", након тога је до 1978. године радила као уредница младих и образованих на Радио Словенији.
Умрла је 18. новембра 2001. године у Љубљани.

## Писање
Након објављивања чланка фокусирала се на писање прича и након неког времена постала је позната ауторка. Прва збирка под називом "Дјецо, лаку ноћ" или под новијим називом "Приче за лаку ноћ" први пут је објављена 1964. године те је одмах стекла популарност.
Њене књиге за децу и младе преведене су на многе стране језике (хрватски, немачки, италијански, пољски, чешки, француски и многе друге). Најпознатије приче које је написала су: "Маца папучарица", "Дјецо, лаку ноћ" тј. "Приче за лаку ноћ", "Звончићи звоне", "Мој кишобранчић – мој балончић", "Ја имам, ти немаш", "Бака плете рукавице".
Осим прича објављивала је и сликовнице. "Маца папучарица" је сликовница која је доживела и луткарску представу. У дечју књижевност унела је многе нове теме попут живота на селу. Објавила је две збирке песама "Rišem dan" и "Ko živim".

## Избор из дела

### Књижевност за децу

#### Проза
- Мој кишобран може бити и балон (Moj dežnik je lahko balon) (1955)
- Хилјаду пута лепа (Tisočkat lepa) (1956)
- Ситно као мали прст (Majhno kot mezinec) (1957)
- Птичице су одлетеле (Ptičke so odletele) (1960)
- Брескве (1959)
- Tacek (1959)
- Гдје су стазице (Gdje so stazice) (1960)
- Маца Папучарка (Muca Copatarica) (1963)
- Зато што је на небу облак (Zato, ker je na nebu oblak) (1963)
- Кућица од коцака (Hiščica iz kock) (1964)
- За лаку ноћ (Za lahko noč) (1964)
- Siva miš, ti loviš (1983)
- Звончићи звоне
- Ја имам, ти немаш
- Бака плете рукавице[3]

#### Поезија
- Цртам дан (Rišem dan) (1966)
- Кад живим (Ko živim) (1975)[1]

## Награде
- Левстикова награда (1955, 1956),
- Прешеренова награда (1971),
- У Хрватској је за илустрацију сликовнице "Маце Папучарице" – Марсела Хајдињак добила награду "Григор Витез" 2014. године.
- Њене приче биле су номиноване за Андерсен награде, а два пута су освојиле диплому од Међународног одбора за књижевности за децу и младе (IBBY).[1]

## Порука деци
Ела Пероци поручује својим читаоцима: